# Atunda Ayenda
Atunda Ayenda — мыльная радиоопера, транслирующаяся на 27 радиостанциях Сьерра-Леоне и в Интернете. Она была создана Talking Drum Studios и стала первой мыльной радиооперой, вышедшей в эфир в Сьерра-Леоне. На языке мандинка Atunda Ayenda буквально значит «Потерянное и Найденное». Сюжет построен вокруг молодых людей и их опыта, связанного с Гражданской войной в Сьерра-Леоне, при этом сюжетные арки постоянно отсылают к повседневным проблемам вроде ВИЧ/СПИДа.

## Предыстория
В 2000 году 10-летняя гражданская война в Сьерра-Леоне подошла к концу, оставляя страну с необходимостью отстраиваться заново и внедрять программу разоружения. Search for Common Ground, международная некоммерческая организация, основала Talking Drum Studios для производства информационных программ, нацеленных на определение оставленных войной проблем и пропаганду примирения и ненасилия. В декабре 2001 ими была произведена Atinda Ayenda, первая мыльная радиоопера в Сьерра-Леоне. Передача довольно быстро стала популярной, так, согласно опросу 2004 года, проводившемуся среди радиослушателей страны, 90 процентов регулярно слушают данную передачу и 80 процентов обсуждают её с друзьями и семьёй.

## Сюжет
Повествование разделено на главы с сюжетными линиями, отражающими текущие события в Сьерра-Леоне. Каждая глава пишется отдельно, непосредственно перед самой трансляцией, поэтому они не утрачивают актуальности. Сюжет передачи это отражение реальных переживаний людей по всей стране, для передачи рассказов которых авторы специально посещают самые отдаленные её регионы. Сюжет строится вокруг молодых людей, их опыта гражданской войны и восстановления после неё. Сюжетные линии персонажей отсылают к повседневным проблемам ВИЧ/СПИДа. Изначально сценаристом передачи был Кеммот Дэреми, но теперь ей занимается команда сценаристов.

##### Персонажи
- Дрэгон — бывший военный, не принявший участия в процессе разоружения
- Матука — она была в плену у Дрэгона, но сбежала в Нигерию
- Тапия — своенравный футбольный тренер, который влюблен в Матуку